# Marnix Vervinck
Marnix Vervinck (* 9. August 1959 in Beernem) ist ein ehemaliger belgischer Bogenschütze.

## Karriere
Marnix Vervinck gewann bei den Weltmeisterschaften 1979 und 1983 Mannschaftsbronze. 1983 sicherte er sich auch im Einzel WM-Bronze. Darüber hinaus wurde Vervinck 1980 Europameister im Einzel und 1982 mit der Mannschaft. 
Bei den Olympischen Spielen 1984 belegte er im Einzelwettkampf den 7. Platz. 
1987 folgte bei den Halleneuropameisterschaften 1987 Bronze im Einzel. 